# 芳特內萊鄉 (穆列什縣)
46°25′0″N 24°45′0″E / 46.41667°N 24.75000°E
芳特內萊鄉（羅馬尼亞語：Comuna Fântânele, Mureș），是羅馬尼亞的鄉份，位於該國中部，由穆列什縣負責管轄，面積64平方公里，海拔高度381米，2007年人口5,011，人口密度每平方公里78人。